# أغسطس فريدريك شيرمان
أغسطس فريدريك شيرمان (بالإنجليزية: Augustus Frederick Sherman)‏ هو مصور أمريكي، ولد في 9 يوليو 1865 في بنسيلفانيا في الولايات المتحدة، وتوفي في 18 فبراير 1925 في نيويورك في الولايات المتحدة.